# Napoleon Sarony

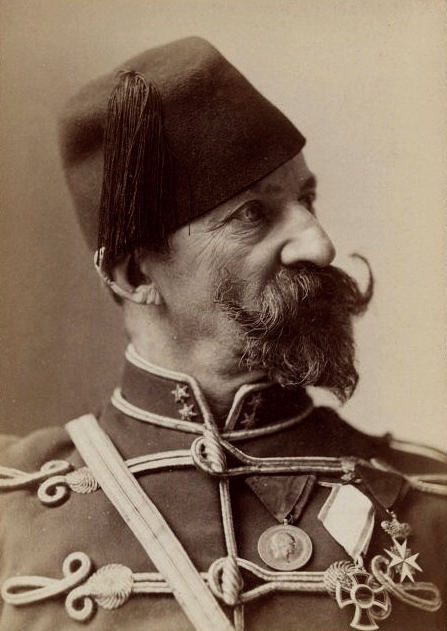
Napoleon Sarony (Selbstporträt)

Napoleon Sarony (* 9. März 1821 in Québec; † 9. November 1896 in New York City) war ein US-amerikanischer Fotograf, Zeichner und Lithograph.

## Leben
Napoleon Sarony war ein Sohn eines aus Birmingham nach Kanada ausgewanderten Lithographen. Er hatte sieben Geschwister und verlor im Alter von etwa zehn Jahren seine Mutter. In den 1830er Jahren kam er nach New York, wo er bei Henry R. Robinson und Nathaniel Currier als Lithograph arbeitete. Später gründete er zusammen mit Henry B. Major ein eigenes Unternehmen. 1846 heiratete er Ellen Major, vermutlich eine Schwester seines Geschäftspartners. 1850 lebte er mit seiner Familie, zu der zu diesem Zeitpunkt auch die beiden Kleinkinder Ida († 1878) und Otto Sarony gehörten, bei Henry B. Major.
1857 schloss Joseph F. Knapp sich Sarony und Major an; das Unternehmen hieß nun Sarony, Major & Knapp Lithography Company. Später entwickelte sich daraus die American Lithographic Company.
Im Januar 1858 starb Ellen Sarony. Napoleon Sarony zog daraufhin mit seinen Kindern nach Europa. Er studierte Kunst in Berlin, Paris und London. In Scarborough besuchte er seinen Bruder Olivier, der als Porträtfotograf sehr erfolgreich war, und beschloss, ebenfalls diese Karriere einzuschlagen. Nach dem Ende des Sezessionskriegs kehrte er daher in die USA zurück. 1865 eröffnete er sein erstes Fotostudio am Broadway im Haus Nr. 630. Später zog das Studio in die Nummer 680 um.

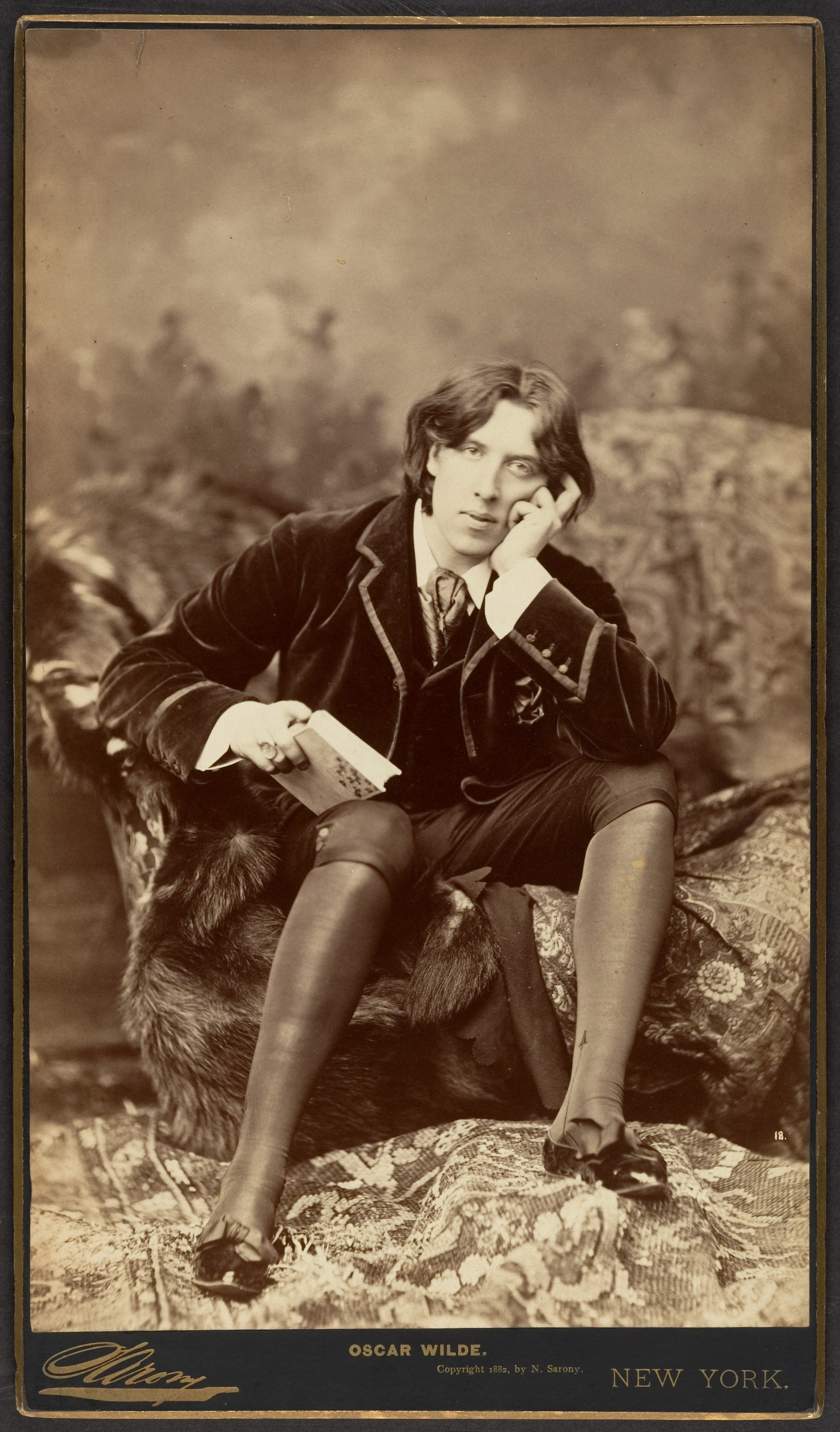
Oscar Wilde, 1882

Sarah Bernhardt, 1892

Napoleon Sarony erkannte früh die Chancen, die der Markt für Bilder berühmter und bekannter Persönlichkeiten ihm bot, und konzentrierte sich darauf. Er bezahlte Stars und bekannte Menschen dafür, sie fotografieren und die Bilder dann verkaufen zu dürfen. Meist schrieb er diese Personen direkt an und lud sie zu Fotosessions ein, so etwa im Jahr 1871 Mark Twain. Im selben Jahr verlegte er sein Fotostudio an den Union Square. Im Haus Nr. 37 nahm es mehrere Stockwerke ein; zu seinem Empfangszimmer im fünften Stock gelangten die Besucher mit einem Aufzug. Seine Bilder, in denen er für seine Objekte jeweils eine ganz persönliche Umgebung arrangierte und sie mit möglichst typischer Mimik und Gestik fotografierte, machten ihn berühmt. 1883/84 ging er in die Geschichte des Copyrights ein, als er aus dem Prozess mit der Burrow-Giles Lithographic Company um die Rechte an einem fotografischen Bildnis Oscar Wildes als Sieger hervorging.
Sarony war Mitglied in verschiedenen Clubs, in denen sich Künstler und Literaten bewegten. Francis Hopkinson Smith gestaltete die Figur Julius Bianchi in The Fortunes of Oliver Horn nach Sarony, Wilkie Collins widmete ihm sein Buch Heart and Science. Mark Twain ließ den Bildhauer Karl Gerhardt ein Kunstwerk herstellen, das ihn selbst und George Washington Cable zeigte. Gerhardt benutzte dafür möglicherweise eine Sarony-Fotografie. Twain selbst war über ein weit verbreitetes Porträt, das Sarony aufgenommen hatte, eher unglücklich und verglich es mit der Fotografie eines bekleideten Gorillas. Es gelang ihm nicht, dieses Bild unterdrücken zu lassen. 1913 wurde es als Basis für ein Werbebild für eine Zigarettenmarke genommen und mit dem Slogan „Known to Everyone - Liked by All“ versehen.
Im April 1896 verlegte Sarony sein Fotostudio ein letztes Mal und verkaufte anlässlich dieses Umzugs einen großen Teil der Ausstattung bis hin zu einer ägyptischen Mumie. Möglicherweise befand er sich damals in finanziellen Schwierigkeiten. Für die etwa 1000 Ausstattungsstücke erhielt er rund 5000 Dollar. Er verlegte das Studio in die Fifth Avenue in das Haus Nr. 256. Seinen Wohnsitz hatte er in 126 West Forty-seventh street. Dort starb er wenige Monate nach dem Umzug seines Studios. Er wurde auf dem Green-Wood Cemetery in Brooklyn bestattet.
Er hinterließ seinen Sohn Otto sowie zwei Töchter aus erster Ehe, Mary Fry in London und Jennie Fisher. Eine Tochter Isabelle, die 1885 Joseph Bonanno geheiratet hatte, stammte vermutlich von Saronys zweiter Ehefrau Louise, wurde aber wahrscheinlich vorehelich geboren und dürfte vor Saronys Tod gestorben sein.
Napoleon Sarony soll etwa 30 000 Berühmtheiten und rund 200 000 bekannte Persönlichkeiten fotografiert haben. Man geht davon aus, dass er bis zu 500 000 Aufnahmen in seinem Leben machte.
Otto Sarony, der als Compagnon seines Vaters und als Segler bekannt geworden war, verkaufte das Fotostudio samt dem Namen am 7. Oktober 1898 an John F. Burrow – möglicherweise denselben Burrow, der einst in den Copyrightprozess verwickelt gewesen war. Nachdem Otto Sarony das Recht, den Namen Sarony zu gebrauchen, auch an Theodore Marceau verkauft hatte, geriet er allerdings selbst in Schwierigkeiten. Otto Sarony starb 1903 und hinterließ einen Sohn namens Arthur Yale Sarony. Der Rechtsstreit um den Namen Sarony wurde erst 1908 zugunsten Burrows entschieden.
Napoleon Saronys Witwe Louise heiratete 1897 Domenico Bonanno. Sie starb wenige Monate vor Otto Sarony. Der Verbleib der etwa 500 000 Glasnegative aus Napoleon Saronys Nachlass nach dem Tod von Louise Bonanno ist ungeklärt. Werke Saronys befinden sich in zahlreichen Museen in den USA sowie im Musée d’Orsay in Paris und in der National Portrait Gallery in London.